# Asesinatos de osage
Los asesinatos de osage fueron una serie de asesinatos de nativos americanos osage en el condado de Osage, Oklahoma, durante las décadas de 1910 a 1930.
Los periódicos describieron el creciente número de asesinatos y muertes sin resolver entre adultos jóvenes como el "reino del terror" (Reign of Terror). La mayoría tuvo lugar entre 1921 y 1926. Se informó que unas sesenta o más personas osage ricas y de pura sangre fueron asesinadas entre 1918 y 1931.  Investigaciones más recientes indican que otras muertes sospechosas durante este tiempo podrían haber sido asesinatos encubiertos o mal investigados, incluidos los de personas que eran herederos de fortunas futuras. Investigaciones adicionales han demostrado que el número de muertos puede haber sido de cientos.  
La tribu había conservado los derechos de minería sobre la tierra de su reserva. Cada miembro de la tribu tenía lo que se conocía como derechos de propiedad sobre los derechos de minería en las tierras comunales. Cuando se encontró petróleo en sus tierras y se vendieron arrendamientos para la producción de petróleo, a cada miembro con derechos de propiedad se le pagó una parte de las lucrativas regalías anuales por los arrendamientos de las compañías petroleras.
El Congreso de los Estados Unidos aprobó una ley que exigía que los osage, de sangre pura o mestiza, tuvieran guardianes blancos para supervisar la gestión de la riqueza procedente del petróleo. Tenían que obtener aprobación para los gastos y la gestión de sus propios asuntos. Muchas de estas tutelas se convirtieron en medios para que los blancos explotaran a los osage y obtuvieran el control de su riqueza.
Durante este período, numerosos hombres blancos se casaron con mujeres osage. Algunos de los asesinatos se cometieron para que algunos blancos asumieran los derechos de propiedad de los miembros de osage al heredar propiedades después de su muerte.Los osage encontraron poca ayuda de las fuerzas del orden locales para investigar las muertes, ya que estaban dominados por blancos poderosos que trabajaban en sus propios intereses. Investigaciones posteriores, incluida la de la Oficina de Investigaciones (BOI, precursora de la Oficina Federal de Investigaciones) revelaron una amplia corrupción entre los funcionarios locales involucrados en el programa de guardianes de osage, incluidos abogados y jueces. La mayoría de los asesinatos nunca fueron procesados.
Algunos perpetradores fueron declarados culpables y sentenciados, incluido William King Hale, un poderoso ranchero que ordenó los asesinatos de la esposa de su sobrino y de otros miembros de su familia para hacerse con el control de sus derechos de propiedad y de su riqueza petrolera. Otros dos hombres implicados con Hale, Henry Grammer y Asa Kirby, murieron en circunstancias sospechosas durante la investigación de la BOI. Grammer murió en un accidente automovilístico el 14 de junio de 1923. Kirby murió mientras robaba una tienda el 23 de junio de 1923. Otro hombre, Kelsie Morrison, también fue condenado. Su condena fue anulada en apelación porque se le había prometido inmunidad a cambio de su testimonio para la acusación contra otros implicados en los asesinatos. Murió en un tiroteo con la policía en 1937.
En 1925, el Congreso de los Estados Unidos cambió la ley para prohibir que los no osage hereden derechos de cabeza de osage con la mitad o más de ascendencia nativa americana, en un esfuerzo por proteger a los osage. El gobierno de Estados Unidos continuó gestionando los arrendamientos y regalías de las tierras productoras de petróleo. Durante décadas, la tribu se preocupó cada vez más por estos bienes.
En 2000, la Nación Osage presentó una demanda contra el Departamento del Interior, alegando que no había administrado adecuadamente los activos ni pagado a las personas las regalías que les correspondían. La demanda se resolvió en 2011 por 380 millones de dólares y compromisos para mejorar la gestión del programa.  

## Antecedentes
En 1897, se descubrió petróleo en la reserva de osage (actual condado de Osage, Oklahoma ). El Departamento del Interior de Estados Unidos gestionó los arrendamientos para la exploración y producción de petróleo en tierras propiedad de la Nación Osage a través de la Oficina de Asuntos Indígenas y posteriormente gestionó las regalías, pagando a los adjudicatarios individuales. Como parte del proceso de preparación de Oklahoma para convertirse en estado, el gobierno federal asignó a cada osage en las listas tribales en 1907. A partir de entonces, ellos y sus herederos legales, fueran osage o no, tenían derecho a recibir regalías por la producción de petróleo, en función de sus asignaciones de tierras.  Los derechos de propiedad podrían ser heredados por herederos legales, incluidos los que no fueranosage. La tribu poseía los derechos de minería de forma comunitaria y pagaba a sus miembros dinero procedente de arrendamientos mediante un porcentaje relacionado con sus explotaciones.
En 1920, el mercado del petróleo había crecido espectacularmente y había aportado mucha riqueza a los osage. Sólo en 1923, "la tribu recibió más de treinta millones de dólares, el equivalente actual a más de cuatrocientos millones de dólares".  La gente en todo Estados Unidos leía sobre los osage, llamados "la nación, clan o grupo social más rico de cualquier raza en la tierra, incluidos los blancos, hombre por hombre".  Algunos osage utilizaron sus regalías para enviar a sus hijos a escuelas privadas. Otros compraron coches de lujo, ropa, joyas y viajes a Europa, y los periódicos de todo el país cubrieron sus actividades.  Junto con decenas de miles de trabajadores petroleros, el auge petrolero atrajo a muchos oportunistas blancos al condado de Osage. Como los caracteriza el escritor Robert Allen Warrior, algunos eran emprendedores, mientras que otros eran criminales y buscaban separar a los osage de su riqueza mediante el asesinato si era necesario. 
Creyendo que los osage no serían capaces de administrar su nueva riqueza, o presionados por los blancos que querían una parte de las ganancias, el Congreso de los Estados Unidos aprobó una ley en 1921 que exigía que los tribunales nombraran tutores para cada osage mestizo o más en ascendencia, quienes administrarían sus regalías y asuntos financieros hasta que demostraran "competencia". Según el sistema, incluso los menores que tenían menos de la mitad de sangre osage debían tener tutores designados, independientemente de si los menores tenían padres vivos. Los tribunales nombraban tutores entre abogados o empresarios blancos locales. Los incentivos para la criminalidad eran abrumadores. Estos guardianes a menudo maniobraban legalmente para robar tierras de los osage, sus derechos de propiedad o regalías. Otros eran sospechosos de asesinar a sus encargados para obtener las regalías.  
En ese momento, ocho abogados trabajaban en Pawhuska, la sede del condado de osage, que tenía 8.000 residentes. Se decía que el número de abogados era el mismo que en la ciudad de Oklahoma, que tenía 140.000 habitantes.  En 1924, el Departamento del Interior acusó a dos docenas de guardianes de osage de corrupción en el cumplimiento de sus deberes relacionados con sus cargos. Todos evitaron el castigo mediante un acuerdo extrajudicial. Se creía que estos guardianes habían estafado a sus pupilos en millones de dólares. En 1929, se informó que todavía estaban en manos del "Guardian System", la organización creada para proteger los intereses financieros de 883 familias osage en el condado de Osage. 

## Asesinatos en el condado de Osage

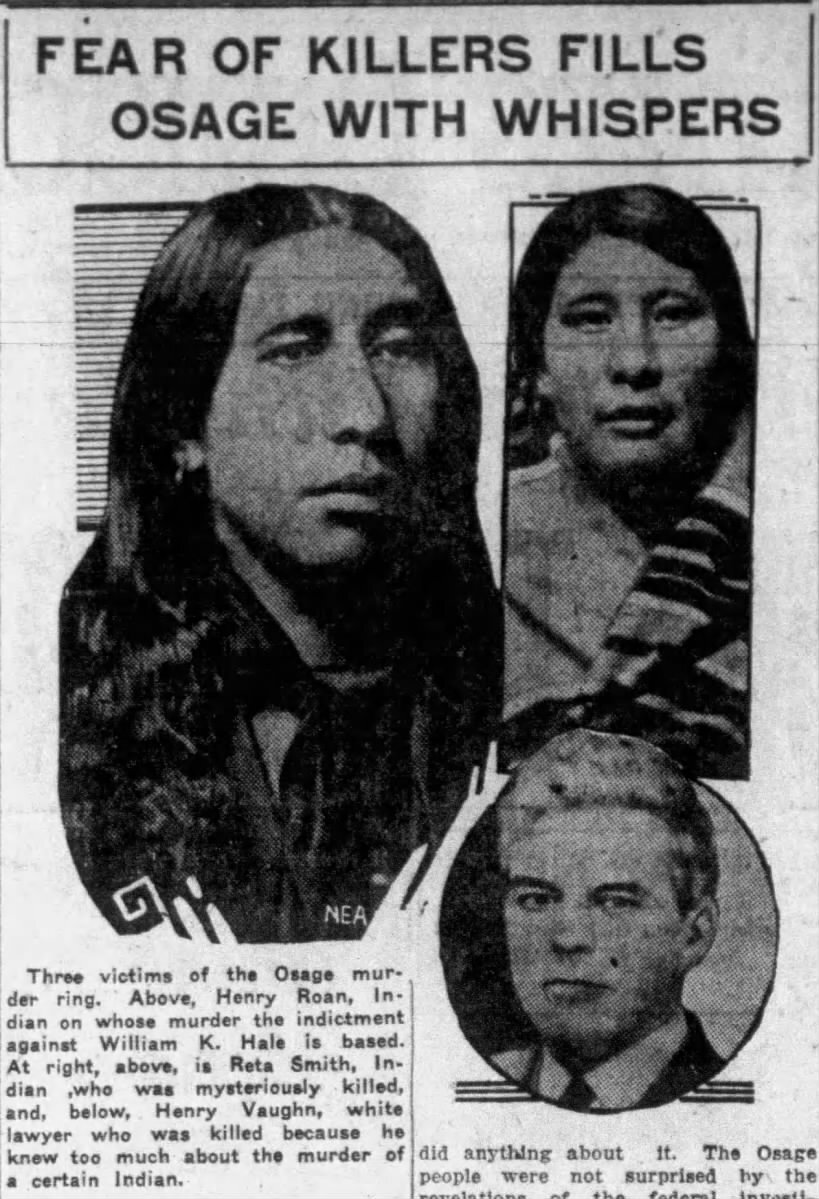
Henry Roan, Rita Smith y William Vaughn

A principios de la década de 1920, se informó que dieciocho osage y tres no nativos del condado de Osage fueron asesinados en un corto período de tiempo. Los periódicos de Colorado describieron los asesinatos como el "Reino del Terror" en la reserva de osage. Algunos asesinatos parecían estar asociados con varios miembros de una misma familia.
El 27 de mayo de 1921, cazadores locales descubrieron el cuerpo en descomposición de Anna Brown, de 36 años, en un remoto barranco del condado de osage. Al no poder encontrar al asesino, las autoridades locales dictaminaron que su muerte fue accidental debido a una intoxicación por alcohol y dejaron el caso a un lado.  Brown estaba divorciada, por lo que el proceso testamentario otorgó su patrimonio a su madre, Lizzie Q. Kyle.  Kelsie Morrison, una delincuente menor, admitió más tarde haber asesinado a Brown y testificó que William Hale, un destacado ranchero local, le había pedido que lo hiciera.   Junto con su admisión, Morrison implicó al sobrino de Hale y exnovio de Brown, Byron Burkhart,  en su asesinato.  Morrison testificó que, después de conocer a Brown anteriormente en la casa de su hermana Mollie, él y Burkhart llevaron a Brown, muy ebria, a Three Mile Creek, donde Morrison le disparó y la mató. Morrison también fue responsable de los asesinatos de William Stepson, que murió de un presunto envenenamiento en 1922, y de Tillie Powell Morrison, que murió por la misma causa en 1923. Uno de los asociados de Morrison dijo más tarde que le había confesado ambos asesinatos. 
El cuerpo de otro osage, el primo de Brown, Charles Whitehorn, también conocido como Charles Williamson, fue descubierto cerca de Pawhuska el mismo día que el de ella. Whitehorn había sido asesinado a tiros.  Dos meses después, Lizzie Q. Kyle fue asesinada.  En ese momento, Lizzie tenía regalías que había heredado de su difunto esposo osage y sus dos hijas. Sus herederos se hicieron fabulosamente ricos.
El 6 de febrero de 1923, Henry Roan, otro primo de Brown, también conocido como Henry Roan Horse, fue encontrado en su automóvil en la reserva osage, muerto de un disparo en la cabeza.  Roan tenía una conexión financiera con Hale, habiendo pedido prestado 1.200 dólares al ganadero. Hale hizo arreglos fraudulentos para convertirse en beneficiario de la póliza de seguro de vida de Roan por valor de 25.000 dólares.  El 10 de marzo de 1923, una bomba destruyó la residencia en Fairfax de la hermana de Anna, Rita Smith, matando a Rita y a su sirvienta, Nettie Brookshire. El marido de Rita, Bill Smith, sufrió heridas graves a causa de la explosión y murió cuatro días después. Poco antes de su muerte, Bill hizo una declaración implicando a sus presuntos asesinos y designó el patrimonio de su esposa. Investigaciones posteriores revelaron que la bomba contenía 19 litros de nitroglicerina. 
El 28 de junio de 1923, Hale y Burkhart subieron a George Bigheart a un tren a Oklahoma City para llevarlo a un hospital. George Bigheart era hijo de James Bigheart, el último jefe hereditario de Osage.   Allí, los médicos sospecharon que había ingerido whisky envenenado. Bigheart llamó al abogado William "WW" Watkins Vaughan  de Pawhuska  y le pidió que fuera al hospital lo antes posible para una reunión urgente. Vaughan obedeció y los dos hombres se conocieron esa noche. Bigheart había dicho que tenía sospechas sobre quién estaba detrás de los asesinatos y que tenía acceso a documentos incriminatorios que probarían sus afirmaciones. 
Vaughan abordó un tren esa noche para regresar a Pawhuska.  Por la mañana ya no estaba cuando el portero del Pullman fue a despertarlo. Su plaza en el tren no había sido utilizada. El cuerpo de Vaughan fue encontrado más tarde con el cráneo aplastado, junto a las vías del ferrocarril cerca de Pershing, a unas 5 millas (8 km) al sur de Pawhuska.   Bigheart murió en el hospital esa misma mañana.
Entre 1921 y 1923 se informaron otras trece muertes de hombres y mujeres osage de pura sangre, que tenían tutores designados por los tribunales. En 1925, al menos sesenta osage ricos habían muerto y sus tierras (y derechos de propiedad) habían sido heredados o transferidos a sus tutores, que eran abogados y empresarios blancos locales.  La Oficina de Investigaciones (BOI), que precedió a la Oficina Federal de Investigaciones (FBI), envió investigadores a la reserva y encontró un mercado de bajo nivel en asesinos a sueldo para matar a los osage por su riqueza.  En 1995, el escritor Robert Allen Warrior escribió sobre caminar por un cementerio de osage y ver "la cantidad excesiva de jóvenes que murieron durante ese tiempo". 
En 1925, los ancianos de la tribu osage, con la ayuda del oficial de policía local James Monroe Pyle, buscaron ayuda de la BOI cuando los funcionarios locales y estatales no pudieron resolver el creciente número de asesinatos. Pyle presentó sus pruebas de asesinato y conspiración y solicitó una investigación. La BOI envió a Tom White para dirigir una investigación. Debido a las numerosas pistas y la percepción de que la policía local era corrupta, White decidió que él sería la cara pública de la investigación y que la mayoría de los agentes trabajarían encubiertos. Los otros agentes reclutados fueron: un ex sheriff de Nuevo México; un ex guardabosques de Texas; John Burger, que había trabajado en la investigación anterior; Frank Smith; y John Wren, un miembro de la nación Ute que anteriormente había sido espía de los revolucionarios mexicanos. 

## Investigación

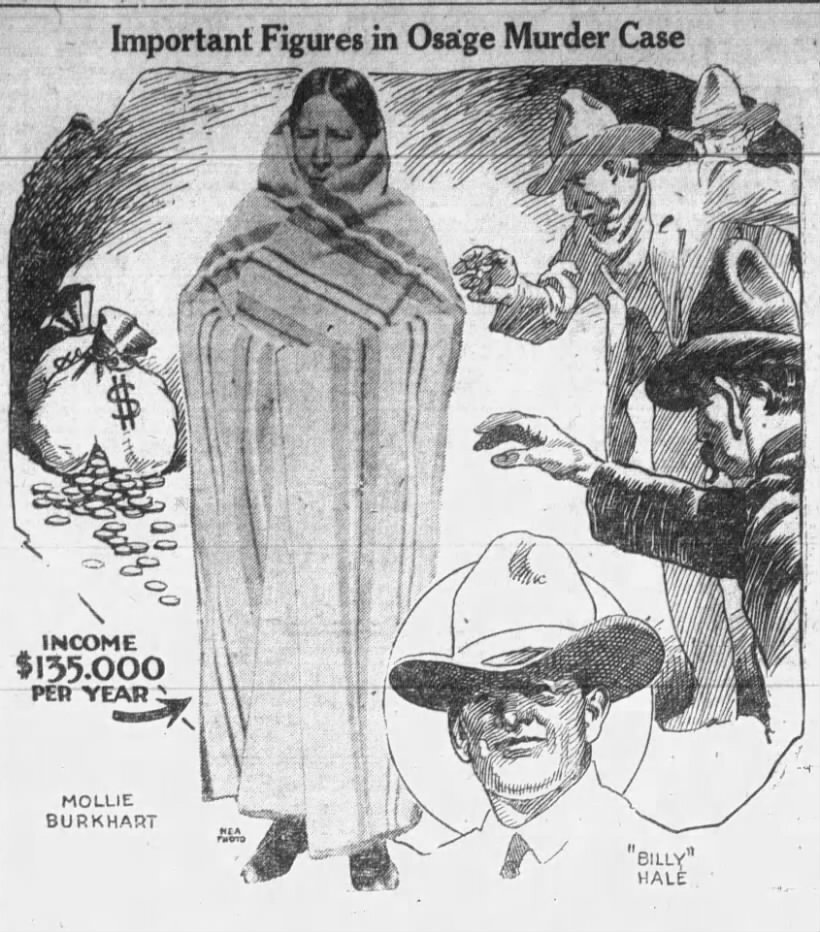
Caricatura política que representa a Mollie Burkhart y William Hale del Enid Morning News, edición dominical del 7 de febrero de 1926.

El consejo tribal osage sospechaba que Hale era responsable de muchas de las muertes. La Oficina de Asuntos Indígenas del Departamento del Interior envió a cuatro agentes para que actuaran como investigadores encubiertos. Trabajando durante dos años, los agentes descubrieron una red criminal liderada por Hale, conocido en el condado de osage como el "Rey de las colinas de Osage". Hale y sus sobrinos, Ernest y Byron Burkhart, habían emigrado de Texas al condado de Osage para encontrar trabajo en los campos petrolíferos. Una vez allí, descubrieron la inmensa riqueza de los miembros de la nación Osage gracias a las regalías que se pagaban por los arrendamientos de tierras productoras de petróleo. El objetivo de Hale era obtener los derechos de cabeza y la riqueza de varios miembros de la tribu, incluida la esposa osage de su sobrino, Mollie Burkhart, la última superviviente de su familia.
Para obtener parte de la riqueza, Hale persuadió a Ernest para que se casara con Mollie Kyle, una osage de pura sangre.  Hale organizó los asesinatos de las hermanas de Mollie, su cuñado, su madre y su primo, Henry Roan, para sacar provecho de las pólizas de seguro y los derechos de propiedad de cada miembro de la familia. 
A medida que la investigación de la conspiración por parte de la BOI se amplió, otros testigos y participantes fueron asesinados. Mollie y Ernest Burkhart heredaron todos los derechos de cabeza de su familia. Los investigadores pronto descubrieron que Mollie ya estaba siendo envenenada. El intento de Ernest Burkhart de matar a su esposa fracasó. Mollie, una católica devota, le había dicho a su sacerdote que temía que la estuvieran envenenando en casa. El sacerdote le dijo que no tocara licor bajo ninguna circunstancia. También alertó a uno de los agentes del FBI. Mollie se recuperó del veneno que ya había consumido y tras los juicios se divorció de Ernest. Más tarde se volvió a casar. Mollie Burkhart Cobb murió por causas no relacionadas el 16 de junio de 1937. Sus hijos heredaron todo su patrimonio. 

## Cargos y juicios

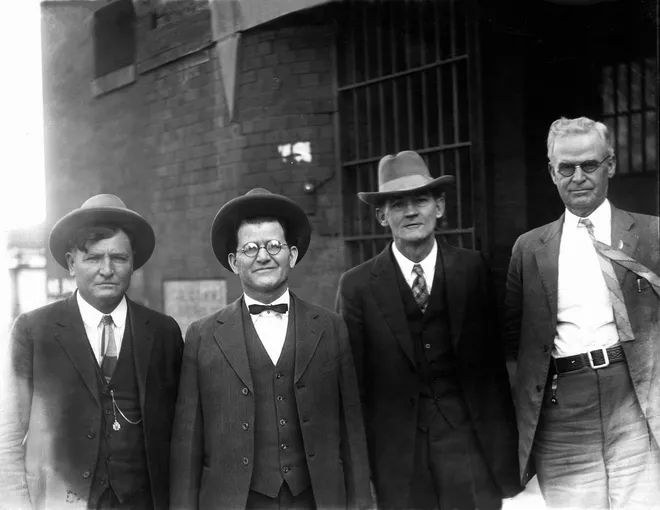
William Hale en 1926 (segundo desde la izquierda) y John Ramsey (tercero desde la izquierda) flanqueados por dos mariscales estadounidenses

Hale, sus sobrinos y uno de los peones del rancho que contrataron fueron acusados del asesinato de la familia de Mollie Kyle. Hale fue acusado del asesinato de Roan, quien había sido asesinado en la reserva osage, lo que lo convirtió en un delito federal.  Dos de sus cómplices habían muerto antes de que finalizara la investigación de la BOI. Hale y sus asociados fueron condenados en juicios estatales y federales de 1926 a 1929, que tuvieron cambios de sede, jurados suspendidos, apelaciones y veredictos anulados. En 1926, Ernest se declaró culpable de formar parte de la conspiración. En 1928, el reverendo P. C. Hesser, miembro del gran jurado que acusó a Hale y Ramsey, fue declarado culpable de perjurio por mentir diciendo que la confesión de Ramsey no estaba firmada. Fue sentenciado a dos años de prisión y una multa de 100 dólares ( 1800 ).  En 1929, Irving Claude Hale, medio hermano de Hale, fue condenado a 60 días de prisión por desacato al tribunal. Theodore Cavalier, un granjero local, dijo que Irving Hale se le acercó y le ofreció dinero para formar parte del jurado y votar a favor de la absolución. 
Varios residentes de Pawhuska solicitaron al gobernador de Oklahoma , Jack C. Walton, que llevara a cabo una investigación completa de las muertes de George Bigheart y su abogado, William Vaughan. Walton asignó a Herman Fox Davis a la investigación. Poco después de la asignación, Davis fue declarado culpable de soborno. Aunque Walton perdonó más tarde a Davis, la investigación de Bigheart y Vaughan nunca se completó.  El 9 de noviembre de 1923, Davis y otros tres hombres, Frank Brumley, Eustace Knight y Tom Rudolph, robaron y asesinaron a Paul J. McCarthy, un destacado abogado. Los cuatro hombres fueron declarados culpables o se declararon culpables de este asesinato y fueron sentenciados a cadena perpetua con trabajos forzados. 
En el caso de los asesinatos de Smith, Ernest repentinamente cambió su declaración de culpabilidad y dijo que quería decir la verdad. Fue condenado a cadena perpetua con trabajos forzados. Recurrió a las pruebas ante el Estado y nombró a su tío como responsable de la conspiración para asesinar. Ernest dijo que había utilizado a una persona llamada Henry Grammer como intermediario para contratar a un criminal profesional llamado Asa "Ace" Kirby para realizar los asesinatos. Tanto Grammer como Kirby fueron asesinados antes de que pudieran testificar. Grammer murió en un accidente automovilístico el 14 de junio de 1923. Kirby murió mientras robaba una tienda el 23 de junio de 1923. El comerciante había sido avisado con antelación y había estado esperando a Kirby. Más tarde se descubrió que el hombre que había avisado al comerciante sobre el próximo robo era Hale. Después de su libertad condicional, los familiares de Hale dijeron que una vez comentó: "Si ese maldito Ernest hubiera mantenido la boca cerrada, hoy seríamos ricos".  
John Ramsey confesó su participación en el asesinato de Roan tan pronto como fue arrestado. Dijo que Hale le había prometido quinientos dólares y un auto nuevo para matar a Roan. Ramsey conoció a Roan en una carretera a las afueras de la ciudad de Fairfax y bebieron whisky juntos. Entonces Ramsey le disparó a Roan en la cabeza. Ramsey cambió su historia, afirmando que el verdadero asesino era Curly Johnson. Su cómplice, Byron Burkhart, hermano de Ernest y otro sobrino de Hale, se había convertido en prueba del estado.
Los juicios recibieron cobertura en periódicos y revistas nacionales. Condenados a cadena perpetua, Hale, Ramsey y Ernest Burkhart recibieron más tarde la libertad condicional a pesar de las protestas de los osage. Hale y Ramsey obtuvieron la libertad condicional en 1947. Hale murió en 1962 y Byron murió en 1985.
Ernest obtuvo la libertad condicional en 1937. Sin embargo, en 1940, él y una mujer llamada Clara Mae Goad robaron la casa en osage de Lillie Morrell Burkhart, su ex cuñada, llevándose 7.000 dólares en objetos de valor.  En 1941, Ernest y Clara fueron declarados culpables de cargos federales de robo. Clara fue condenada a 5 años de prisión. Ernest fue sentenciado a 7 años de prisión y se le revocó la libertad condicional. El juez federal de distrito Franklin Elmore Kennamer accedió a la petición de Ernest de no ser enviado a la Penitenciaría de los Estados Unidos en Leavenworth, donde Hale y Ramsey cumplían cadena perpetua.  Después de completar su sentencia federal en la Penitenciaría de los Estados Unidos en Atlanta, Burkhart fue devuelto a la Penitenciaría del Estado de Oklahoma para reanudar su cadena perpetua. Ernest volvió a ser puesto en libertad condicional en octubre de 1959. Durante su audiencia de libertad condicional, minimizó su propia participación en los asesinatos, refiriéndose a sí mismo como una "herramienta involuntaria" de su tío.
"Todo lo que hice fue entregar un mensaje. Aparte de eso, soy tan inocente como tú. Le entregué un mensaje de mi tío a John Ramsey y eso es todo lo que hice". 
En 1966, Ernest solicitó el indulto. Citando su cooperación con la investigación (White había acreditado su confesión como vital para las condenas de Hale y Ramsey), la Junta de Libertad Condicional de Oklahoma votó 3-2 a favor del indulto, que fue concedido por el gobernador Henry Bellmon.  Ernest Burkhart murió en 1986.
A principios de la década de 1990, el periodista Dennis McAuliffe de The Washington Post investigó la muerte sospechosa de su abuela, Sybil Beekman Bolton, una osage con derechos de usufructo que murió en 1925 a los 21 años. Cuando era joven le habían dicho que ella había muerto de una enfermedad renal y luego se había suicidado. Sus dudas surgieron de una variedad de pruebas contradictorias. En su investigación, McAuliffe descubrió que la BOI creía que los asesinatos de varias mujeres osage "habían sido cometidos u ordenados por sus maridos". 
La mayoría de los asesinatos de los osage durante principios de la década de 1920 quedaron sin resolver.  McAuliffe descubrió que cuando Bolton era menor de edad, el tribunal había designado a su padrastro blanco, el abogado Arthur "AT" Woodward, como su tutor. Woodward, quien murió en 1950, también sirvió como Consejero Tribal designado a nivel federal,  y tenía la tutela de otros cuatro cargos de osage, cada uno de los cuales había muerto en 1923. 
McAuliffe se enteró de que el asesinato de su abuela había sido encubierto por un certificado de defunción falso. Llegó a creer que Woodward era responsable de su muerte.  Su libro sobre su investigación, Bloodland: A Family Story of Oil, Greed and Murder on the osage Reservation (1994), presenta un relato de la corrupción y los asesinatos durante este período. 
Los funcionarios del condado de osage quisieron vengarse de Pyle por su papel en sacar a la luz los asesinatos. Temiendo por su vida, Pyle y su esposa huyeron a Arizona, donde nuevamente sirvió como agente de la ley. Murió allí en 1942.

## Modificación de la ley
Para tratar de prevenir una mayor criminalidad y proteger a los osage, en 1925 el Congreso aprobó una ley que prohibía a los no osage heredar derechos de usufructo de los osage que tenían la mitad o más de ascendencia nativa americana.  

## Demanda por gestión de fideicomisos
El Departamento del Interior continuó administrando las tierras en fideicomiso y pagando honorarios a osage con derechos de propiedad. En 2000, la tribu presentó una demanda contra el departamento, alegando que la gestión de los activos del fideicomiso por parte del gobierno federal había resultado en pérdidas históricas para sus fondos fiduciarios e ingresos por intereses.   Esto fue después de que Elouise Cobell (de la nación Blackfeet) presentara una importante demanda colectiva contra los departamentos del Interior y del Tesoro en 1996 en nombre de otros nativos americanos, por razones similares.
En 2011, el gobierno de Estados Unidos llegó a un acuerdo con los osage por 380 millones de dólares (513 millones de dólares en dólares de 2023  ). El acuerdo también fortaleció la gestión de los activos fiduciarios de la tribu y mejoró las comunicaciones entre el Departamento del Interior y la tribu.  El bufete de abogados que representa a los osage dijo que se trataba del acuerdo fiduciario más grande con una tribu en la historia de Estados Unidos. 

## En la cultura popular
- John Joseph Mathews (osage), sitúa su novela Sundown (1934) en la época de los asesinatos. [27]
- "The osage Indian Murders", una dramatización del caso transmitida por primera vez el 3 de agosto de 1935, fue el tercer episodio de la serie de radio G-Men, creada y producida por Phillips Lord con la cooperación del FBI.
- El novelista Fred Grove, osage por parte de su madre, tenía 10 años cuando fue testigo "oído" de los asesinatos con bomba de Bill, Rita Smith y Nettie Brookshire. Este incidente lo persiguió. Varias de sus novelas se basaron en aspectos del caso: su primera novela, Flame of the osage (1958), dos escritas aproximadamente en la mitad de su carrera: Warrior Road (1974) y Drums Without Warriors (1976), y una del último, Los años de miedo (2002).
- Los asesinatos de la familia Kyle aparecieron como una parte dramática de la película de 1959 The FBI Story, protagonizada por James Stewart como el agente ficticio del FBI Chip Hardesty, un personaje compuesto que lidera la investigación. [12]
- John Hunt retrató este período en su novela The Grey Horse Legacy (1968). [28]
- Mean Spirit (1990) de Linda Hogan explora una versión ficticia de los asesinatos.
- La novela de Tom Holm The osage Rose (2008) es un relato ficticio de asesinatos en el territorio de osage con la intención de despojar a los miembros de osage de sus derechos y tierras.
- El periodista estadounidense David Grann investigó el caso para su libro de no ficción de 2017 Killers of the Flower Moon: The osage Murders and the Birth of the FBI. El libro fue adaptado por Martin Scorsese y Eric Roth para la película homónima de 2023 protagonizada por Leonardo DiCaprio, Lily Gladstone, Robert De Niro, Jesse Plemons y Tantoo Cardinal. [29]

## Otras lecturas
- Bill Burchardt, "osage Oil," The Chronicles of Oklahoma 41 (Fall 1963)
- Doherty, Jim (2004). Just the Facts: True Tales of Cops & Criminals (en inglés). Deadly Serious Press. p. 192. ISBN 9780966753479. Archivado desde el original el 21 de marzo de 2019. Consultado el 21 de marzo de 2019.
- Franks, Kenny Arthur (1989). The Osage Oil Boom (en inglés). Oklahoma Heritage Association. p. 180. ISBN 9780865460751. Archivado desde el original el 21 de marzo de 2019. Consultado el 21 de marzo de 2019.
- Hogan, Lawrence J. (1998). The Osage Indian Murders: The True Story of a Multiple Murder Plot to Acquire the Estates of Wealthy Osage Tribe Members (en inglés). Amlex. p. 282. ISBN 9780965917414. Consultado el 21 de marzo de 2019.
- Kennedy, Deanna M.; Harrington, Charles F.; Verbos, Amy Klemm; Stewart, Daniel; Gladstone, Joseph Scott; Clarkson, Gavin (2017). American Indian Business: Principles and Practices (en inglés). University of Washington Press. p. 248. ISBN 9780295742106. Archivado desde el original el 21 de marzo de 2019. Consultado el 21 de marzo de 2019.
- Grann, David (2017). Killers of the Flower Moon: The Osage Murders and the Birth of the FBI (en inglés) (First edición). New York: Knopf Doubleday Publishing Group. ISBN 9780385534253.
- Hess, Janet Berry (2015). Osage and Settler: Reconstructing Shared History through an Oklahoma Family Archive (en inglés). North Carolina: McFarland. p. 232. ISBN 9781476621173. Archivado desde el original el 21 de marzo de 2019. Consultado el 21 de marzo de 2019.